# Cheval en Bulgarie
Le cheval en Bulgarie est une tradition remontant aux anciens Thraces. 

## Histoire
Les proto-bulgares, peuple cavalier, s'installent au VIIe siècle après avoir franchi le Danube. Après la conquête ottomane au XIVe siècle, les Bulgares ne sont plus autorisés à posséder et élever des chevaux de guerre. À l'indépendance de la Bulgarie, en 1878, il n'existe pas de bons chevaux de selle dans ce pays, dont les habitants n'ont pas connaissances des pratiques de sélection appliquées ailleurs.
À la fin du XIXe siècle, en raison du besoin impératif d'une cavalerie de qualité, le gouvernement bulgare passe une série de décrets visant à implanter et favoriser cet élevage. Le haras de Kabiuk est restauré en 1894. Les deux années suivants, le haras national de Klementina est créé près de Pleven, suivi par le haras national de Stefan Karadja, près de Sofia. Ces haras entretiennent un grand nombre d'étalons destinés à améliorer le cheptel local.
À l'arrivée du communisme en 1944, l'élevage équin reste une priorité pour le nouveau gouvernement. Deux autres haras nationaux sont créés dans les années 1970 : le haras national d'Istar et le haras national de Khan Asparuh.
La chute du communisme en 1989 entraîne une baisse progressive des crédits accordés aux haras nationaux bulgares. Le haras national de Klementina est privatisé à la fin du XXe siècle, et ferme quelques années plus tard ; celui d'Istar ferme en 1998. En 2006, Khan Asparuh et Stefan Karadja ferment à leur tour, faisant de Kabiuk l'unique et dernier haras de la Bulgarie. Il accueille environ 400 chevaux.

## Usages
En Bulgarie, le cheval est encore (2016) employé pour les travaux agricoles et les taches de la vie courante ; les secteurs du sport équestre et du tourisme sont néanmoins représentés.

## Élevage
Début 2017, la Bulgarie est le 13e pays d'Europe par l'importance de son élevage équin. En plus de ses races équines traditionnelles (Trait bulgare, Bulgare oriental, Danubien, Karakatchan et Pleven), la Bulgarie élève des races d'origine étrangère (Pur-sang, Arabe, Hanovrien, Westphalien, Holsteiner, BWP, Haflinger et Shagya.